# Who's Better, Who's Best
Who's Better, Who's Best é uma coletânea da banda de rock britânica The Who. Foi lançada em conjunção com um VHS homônimo, que trazia clipes e trechos de concertos da banda.

## Faixas
1. "My Generation" (Townshend)
2. "Anyway, Anyhow, Anywhere" (Townshend / Daltrey)
3. "The Kids Are Alright" (Townshend)
4. "Substitute" (Townshend)
5. "I'm a Boy" (Townshend)
6. "Happy Jack" (Townshend)
7. "Pictures of Lily" (Townshend)
8. "I Can See For Miles" (Townshend)
9. "Who Are You" (Townshend) (versão editada)
10. "Won't Get Fooled Again" (Townshend) (versão editada)
11. "Magic Bus" (Townshend)
12. "I Can't Explain" (Townshend)
13. "Pinball Wizard" (Townshend)
14. "I'm Free" (Townshend)
15. "See Me, Feel Me" (Townshend)
16. "Squeeze Box" (Townshend)
17. "Join Together" (Townshend) (versão editada)
18. "You Better You Bet" (Townshend)
19. "Baba O'Riley" (Townshend) (faixa bônus da versão em CD)